# ヘラルト・マイヤー (フェイエノールト)

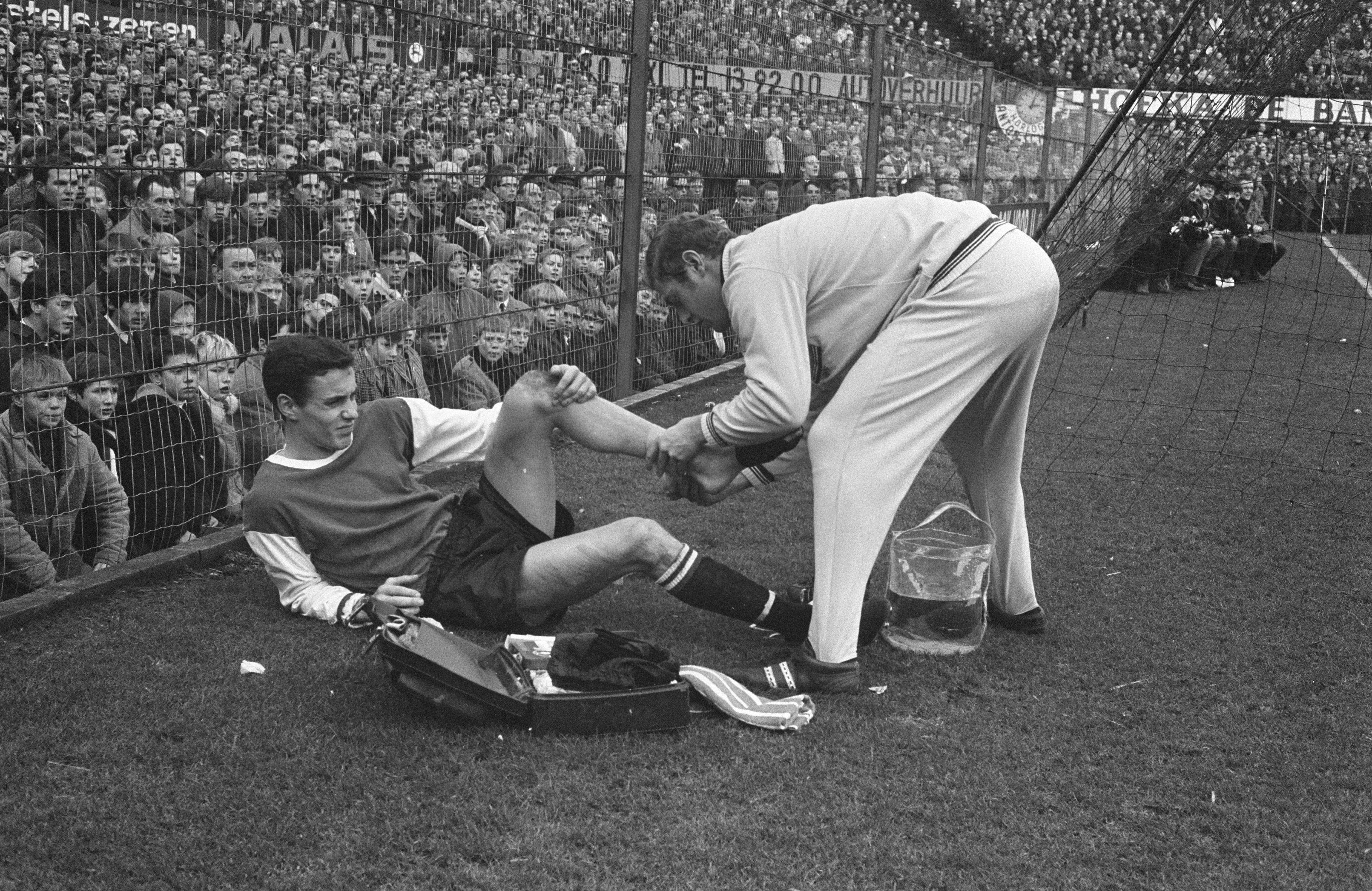
ヘラルト・マイヤー (1967)

ヘラルト・マイヤー（Gerard Meijer, 1935年8月12日 - ）は、1959年から2009年までオランダのプロサッカークラブ・フェイエノールトでトレーナー、マッサージ師を務めた人物。フェイエノールトのサポーターの間でクラブを象徴する人物のひとりとして知られる。

## 概要
1935年8月12日にオランダのロッテルダムに生まれ、1959年に同国のプロサッカークラブであるフェイエノールト・ロッテルダムに入団。以来2009年まで50年間にわたり同クラブのトレーナー、マッサージ師を務め、クラブの象徴的存在となった。
フェイエノールトがクラブ創設100周年を迎えた2008年、ヘラルト・マイヤーはサポーターによって『レヒューンパス 第1番』に選ばれており、クーン・ムーラインとヴィレム・ファン・ハネヘムに続くクラブイコンと見なされている。実際にサポーターによってフェイエノールトの一世紀で最も偉大なフェイエノールダーに選ばれた。
2004年にスタディオン･フェイエノールトのセンタースポットでクラブ勤続45年を表彰された。その際に花束を手渡した元会長 ジェラルド・ケルクムは選手としてマイヤーの最初の『犠牲者』となった人物だった。
マイヤーはただのマッサージ係というだけでなく、ほぼ半世紀にわたってフェイエノールトの重要な広告塔である。試合中に怪我した選手に向けてマイヤーがピッチを走れば、ヘット･レヒューンから常に声援が送られていた。オランダのスポーツ･ジャーナリスト ミヒル･ファン･エグモントは「世界中どこを探してもトップスコアラーより一マッサージ･トレーナーが熱烈な拍手を受ける場所は無い。唯一の例外がヘラルト･マイヤーが神聖視されているデ･カイプだ」と語っている。
フェイエノールトが創立100周年を迎えた2008年7月19日、スタディオンクラブから『生涯アンバサダー』の称号が贈られた。2008-2009シーズンにマイヤーはフェイエノールトのトップチームのトレーナーとして最後のシーズンを送り、2009-2010シーズンからはフレッド･ズワングがその後任を務めている。
2009年5月10日、ローダJCとのリーグ戦最終戦後にヘラルト・マイヤーのお別れセレモニーが行われた。彼はヘリコプターに乗ってスタディオンから飛び去り、 リー・タワースによってYou'll never walk aloneが歌われた。
2010年4月29日にオラニエ＝ナッサウ勲章を授与された。同日にロッテルダム市庁舎で開催されたセレモニーでは、市長のアフメド・アブタレブが勲章をマイヤーの服に取りつけた。

## ヘラルト・マイヤー広場
2009年4月1日、Hyvesによってフェイエノールト･スタディオンの前の広場にヘラルト・マイヤーの名前をつけることが提案された。ロッテルダム市議会と道路名称委員会は王族以外の生存中の人物の名前をつけることはできないと難色を示したが、国民の大きな支持によりロッテルダム行政と委員会がこの提案を受け入れることで合意。翌日2009年5月14日にロッテルダム市議会でもPvdAの提出案が可決された。スタディオン前の広場がヘラルト・マイヤー広場と名付けられたことで、同じくhyvesによってヘラルト・マイヤーに王室の勲章を求める動きが起き、2010年4月29日にヘラルト・マイヤーはオルデ・ファン・オランイェ・ナッサウの称号を与えられた。